# Appenzeller Biber

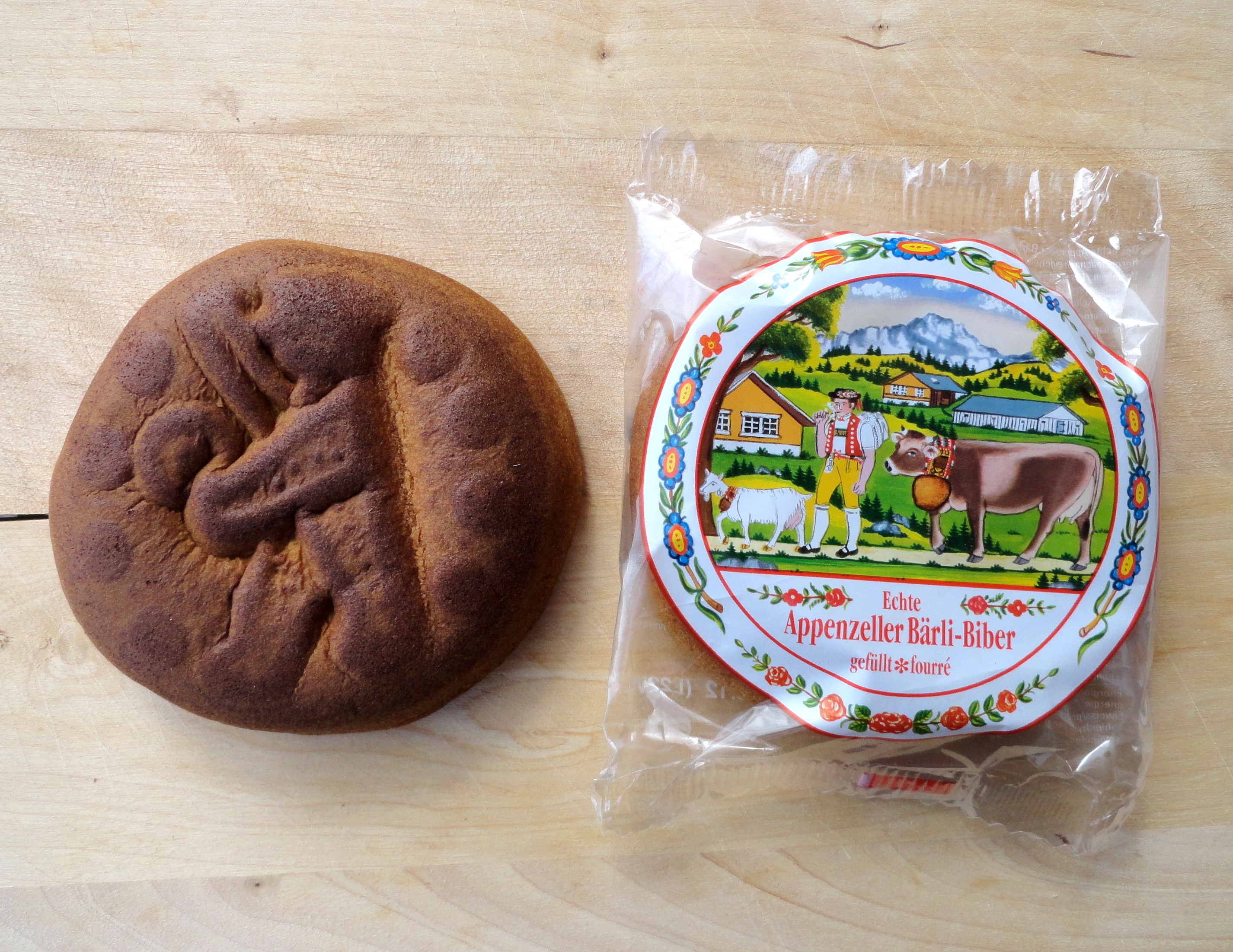
Biberli, Grösse circa 9 Zentimeter

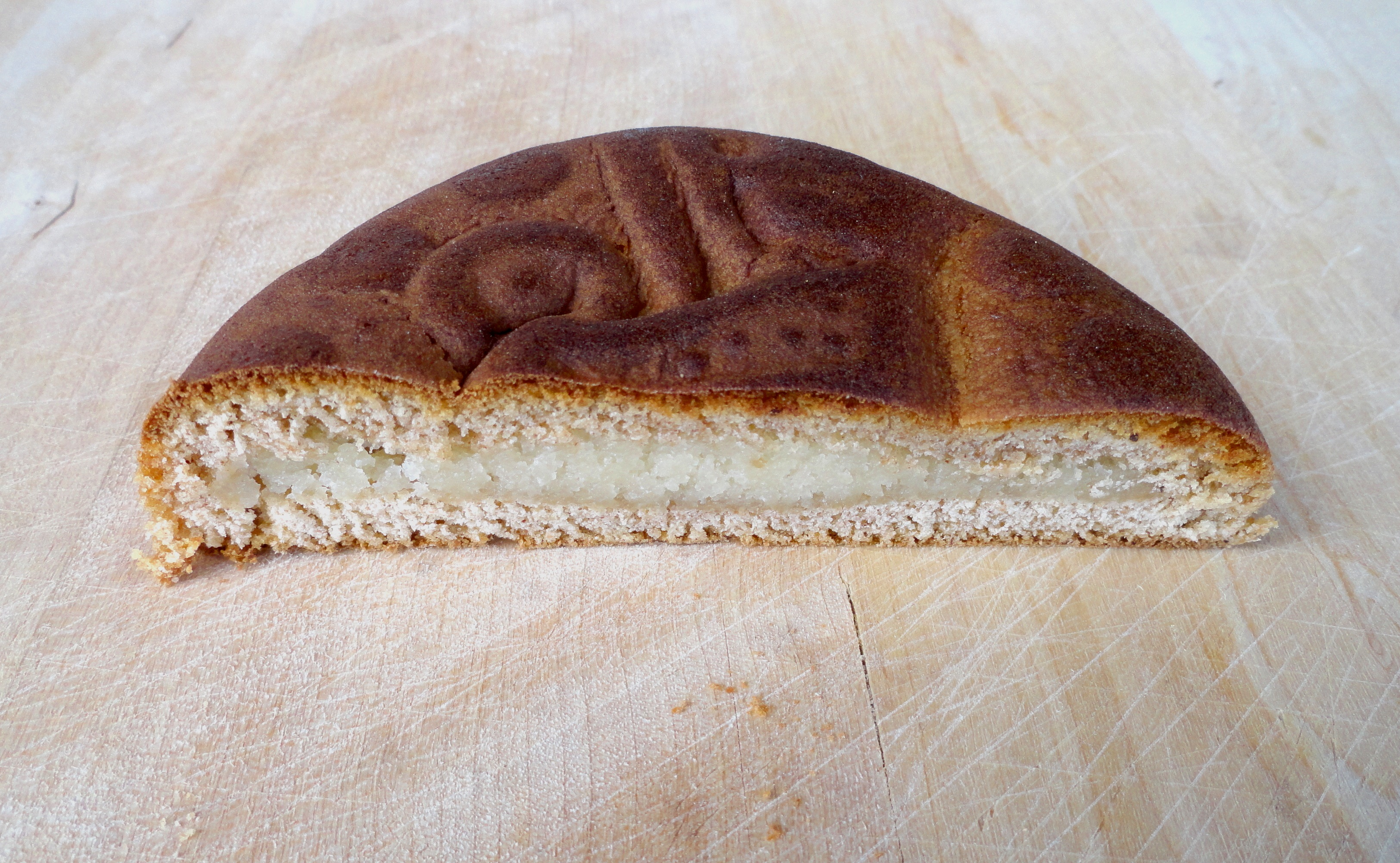
Biberli mit Mandelfüllung

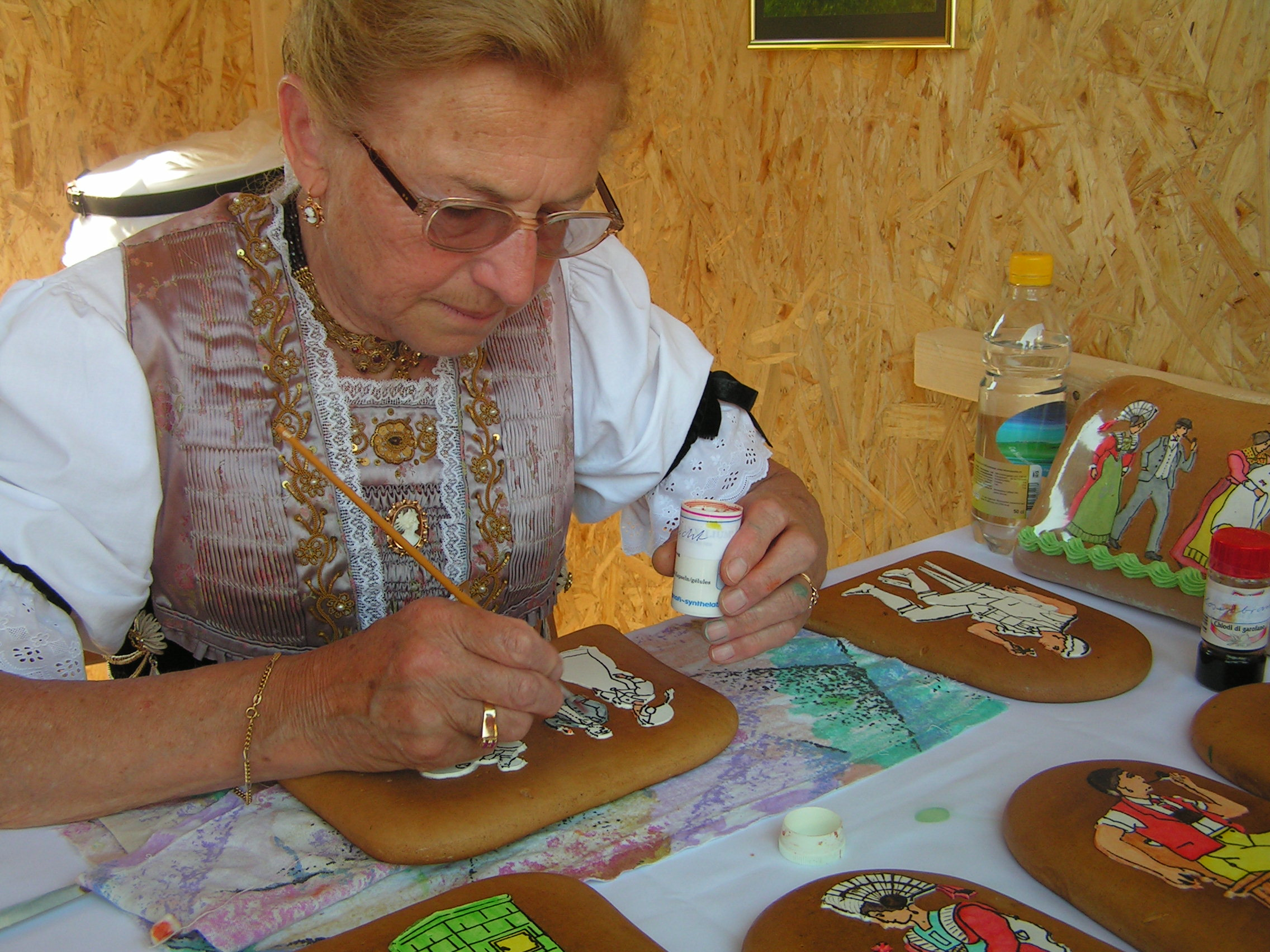
Bemalen eines Appenzeller Bibers mit Lebensmittelfarben

Der Appenzeller Biber ist eine Lebkuchenspezialität aus dem Appenzellerland. Als Produkt hat die Spezialität auch im benachbarten Kanton St. Gallen eine lange Tradition (vgl. unten zur Wortherkunft).

## Beschreibung
Die grossen Biber, die eigentlichen Biberfladen, enthalten Naturhonig und sind ungefüllt. Kleinere Biber, sogenannte Biberli, sind gefüllt und in der Schweiz als Zwischenmahlzeit verbreitet.
Auf die mit einer Mandel- oder Nussfüllung gefüllten Lebkuchen wird oft ein Bild geprägt, welches häufig einen Bären zeigt, das Appenzeller Wappentier.

## Geschichte
Nachweislich erstmals gebacken wurde der Appenzeller Biber im 16. Jahrhundert. Fladen ähnlicher Art waren früher allerdings in ganz Mitteleuropa verbreitet, und die ersten schweizerischen Bibenzelter, also Bibenzelten-Bäcker, finden sich im 14. Jahrhundert aus Basel und Zürich überliefert.

## Wortherkunft
Das Wort Biber ist eine Verkürzung aus Biberzelten und Biberfladen, was seinerseits in Quellen der Ostschweiz und des benachbarten Konstanz schon im 14. Jahrhundert als bimenzelte bezeugt ist. Ab dem 16. Jahrhundert findet sich neben bimenzelten auch bibenzelten überliefert, und im 19. Jahrhundert taucht die Schreibung Biberzelten bzw. auch Biberfladen, Biber auf. Das offenbar nicht mehr verstandene erste Wortglied Biment wurde also volksetymologisch nach dem Tiernamen Biber umgedeutet. Das Bestimmungswort bimen(t) geht indes auf mittellateinisch pigmentum und das hieraus entlehnte mittelhochdeutsche pi(g)mënte, bimënte zurück, was ‚Gewürz, Spezerei‘ bedeutete. Ein Zelte(n), von althochdeutsch zëlto, ist ein flaches Backwerk (hiervon stammt auch das mundartliche Zältli für ‚Bonbon‘), wie auch ein Fladen ein flaches Gebäck meint.
Die auch schon erwogene Herleitung von der Pflanzengattung Bibernelle, zu denen auch das Gewürz Anis gehört, ist aufgrund der Überlieferungsgeschichte des Wortes nicht möglich.